# 拉穆纳斯·希什考斯卡斯
拉穆纳斯·希什考斯卡斯（1978年9月10日—），立陶宛籃球運動員。他在2012年宣布退役。他有波羅的皮朋之稱。